# Buena Vista 1ra. Sección
Buena Vista 1ra. Sección är en ort i Mexiko.   Den ligger i kommunen Centro och delstaten Tabasco, i den sydöstra delen av landet, 700 km öster om huvudstaden Mexico City. Buena Vista 1ra. Sección ligger 8 meter över havet och antalet invånare är 3 005.
Terrängen runt Buena Vista 1ra. Sección är mycket platt. En vik av havet är nära Buena Vista 1ra. Sección söderut. Runt Buena Vista 1ra. Sección är det ganska tätbefolkat, med 155 invånare per kvadratkilometer. Närmaste större samhälle är Tamulte de las Sabanas, 4,1 km nordväst om Buena Vista 1ra. Sección. Trakten runt Buena Vista 1ra. Sección består till största delen av jordbruksmark.